# Підробка лікарських засобів
Підробка лікарських засобів — це виготовлення лікарських засобів або фармацевтичних продуктів з метою створення оманливого відображення про їхнє походження, справжність чи ефективність. Підроблений препарат може містити невідповідну кількість активних інгредієнтів, взагалі їх не містити, може мати невказані побічні ефекти на організм людини, може містити інгредієнти, які відсутні на етикетці або поставлятися з неточною або підробленою упаковкою та маркуванням, як у випадках з гомеопатичними препаратами. Підробка ліків тісно пов'язана з фальсифікацією фармацевтичної продукції. Виробники та дистриб'ютори ліків вкладають все більше ресурсів у контрзаходи, такі як технології простеження та аутентифікації, щоб мінімізувати вплив фальсифікату. Однією з проблем підробки антибіотиків є те, що препарати з недостатньою кількістю діючої речовини не лікують захворювання і зменшують чутливість організму до справжніх ліків.
Легальні, правильно марковані, недорогі генеричні препарати не є підробкою (хоча вони можуть бути підробленими), але можуть опинитися об'єктом заходів із запобігання фальсифікації препаратів. У цьому відношенні триває дискусія щодо того, чи підроблені препарати є в першу чергу загрозою здоров'ю та безпеці людини, чи вони лише створюють ажіотаж навколо питання посилення захисту прав інтелектуальної власності на фармацевтичну продукцію, створювану у країнах високого достатку. Генеричні препарати, їхнє виготовлення та реалізація є законними у багатьох країнах.

## Ліки за рецептом та без рецепта

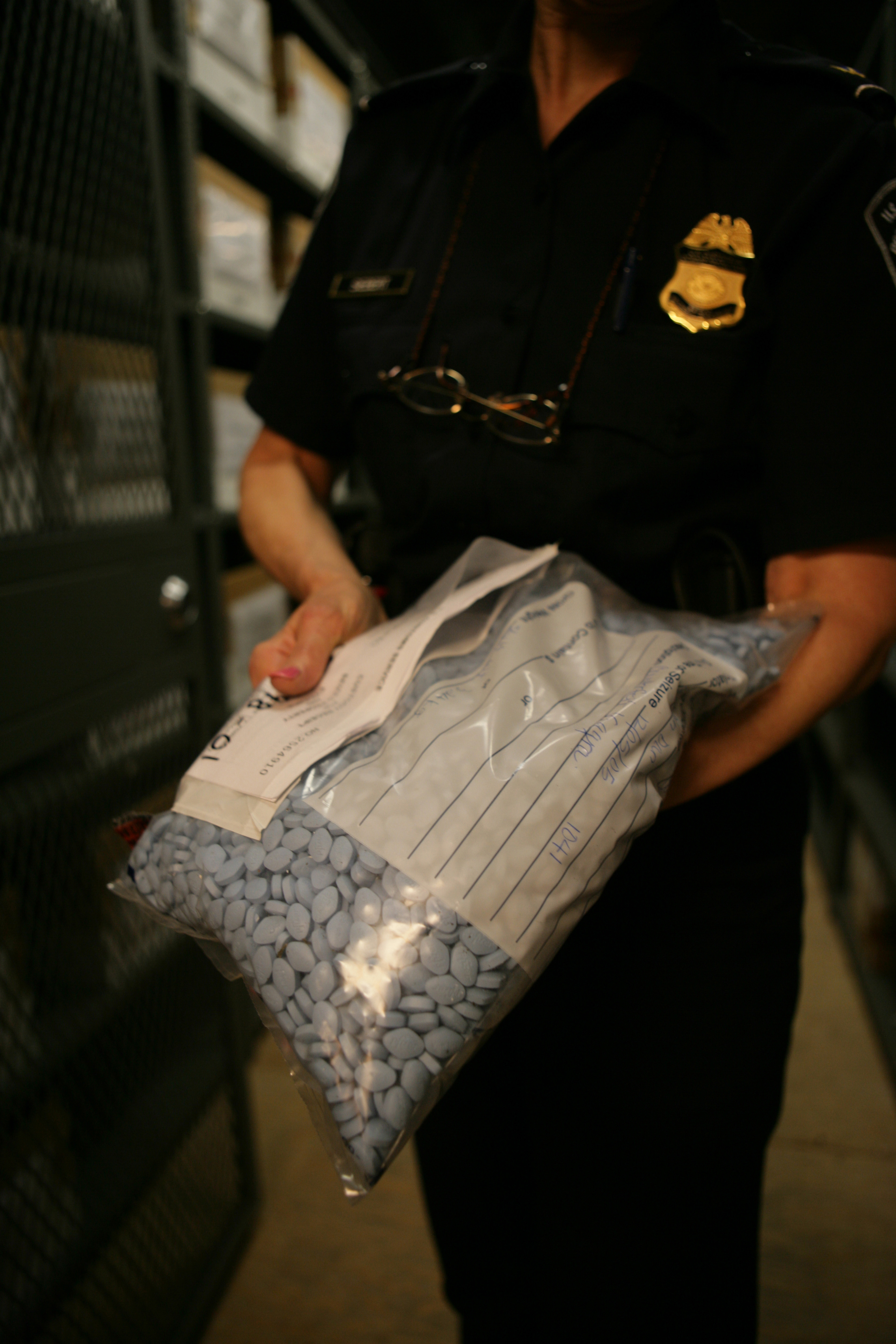
Велика партія підробленої віагри

Підроблені лікарські препарати включають препарати, які мають менше заявлених діючих речовин, або взагалі жодного із заявлених активних інгредієнтів, із доданими, іноді небезпечними, домішками, заміщеними інгредієнтами, повністю неправильно представленими або проданими під фальшивою торговою маркою.  В іншому випадку легальні протерміновані ліки маркують "свіжішими" датами. Неякісний підроблений препарат може спричинити будь-який із кількох небезпечних наслідків для здоров'я, включаючи побічні ефекти або алергічні реакції, крім очевидної недостатньої ефективності через меншу кількість або відсутність активних інгредієнтів. Оскільки фальсифікат важко виявити, його точні обсяги невідомі. У 2003 році Всесвітня організація охорони здоров'я наводила підрахунки, що річний прибуток від нестандартних та/або підроблених препаратів становив понад $32 млрд. Значна різниця між витратами на виготовлення сертифікованих ліків та на виготовлення підробки є серйозним стимулом для провадження такої діяльності. Підробні антибіотики з низькою концентрацією діючих інгредієнтів можуть завдати шкоди через стимулювання розвитку стійкості бактерій до ліків. Незавершені курси лікування антибіотиками можуть виявитися шкідливими для здоров'я або навіть небезпечними для життя. Якщо в програмі лікування задіяний підроблений препарат низького рівня ефективності, повний курс лікування також не може бути повністю ефективним.
Деякі технології можуть виявитися корисними у боротьбі з проблемою. Прикладом є радіочастотна ідентифікація, яка використовує електронні пристрої для відстеження та ідентифікації предметів, таких як фармацевтична продукція, шляхом присвоєння окремих серійних номерів контейнерам, в яких зберігається кожен продукт. Американське управління з санітарного контролю за якістю продуктів харчування та лікарських засобів (FDA) працює над створенням електронного ідентифікатора (ePedigree) для відстеження шляху лікарських засобів від фабрики до аптеки. Ця технологія може запобігти відхиленню або підробці ліків, дозволяючи фармацевтам визначати ідентичність та дозування окремих продуктів. Деякі методи, такі як раманська спектроскопія та енергодисперсна рентгенівська дифракція (англ. EDXRD), можуть бути використані для виявлення підробки на етапі, коли препарат все ще знаходиться в упакуванні.

### Китай
Державне управління з питань харчових продуктів та лікарських засобів Китаю не несе відповідальності за регулювання фармацевтичних інгредієнтів, що виробляються та експортуються хімічними компаніями. Цей дефіцит регуляторів, що призвів до значного міжнародного висвітлення новин, несприятливих для Китаю, відомий уже десятиліття, але неспроможність китайських регуляторних агентств співпрацювати завадила вдосконаленню її діяльності. 6 травня 2005 року китайське прес-агентство Xinhua повідомило, що з огляду на зростаючу гостроту проблеми, Всесвітня організація охорони здоров'я створила систему швидкого оповіщення - першу в світі вебсистему для відстеження фальсифікованих медикаментів.

### Індія
За даними Outsourcing Pharma, у 2012 році 75 % фальсифікованих ліків по всьому світу походили з Індії, 7 % — з Єгипту та 6 % — з Китаю.
«Якщо мені доведеться дотримуватися американських стандартів при оцінці устаткування, що постачається на індійський ринок», — каже Г. Н. Сінгх, головний індійський уповноважений з обігу медичних препаратів, в інтерв'ю одній індійській газеті, «нам доведеться відмовитись майже від усього».
Центральна організація з контролю за стандартизацією ліків (CDSCO), контролюючий орган виробництва медичних препаратів Індії, провела державне опитування в 2009 році і оголосила, що з 24000 проб, взятих та протестованих по всій Індії, лише 11 проб або 0,046 % були фальсифікатом. У 2017 році в аналогічному опитуванні було встановлено, що 3,16 % відібраних лікарських засобів були нестандартними, а 0,0245 % — підробними. Найчастіше призначувані ліки, ймовірно, є найчастіше підроблюваними.
У своїй публікації «Підробні та фальсифіковані препарати в Індії — бізнес, що процвітає» Федерація торгово-промислових палат Індії зазначає, що обсяги доходів від підробних ліків становлять 4,25 млрд доларів США. При цьому загальний обсяг доходів на фармацевтичному ринку Індії складає 14–17 млрд доларів. Близько 25 % ліків Індії є підробними або виготовленими не за стандартами. Торгівля фальсифікатом спричинена відсутністю належних норм, дефіцитом інспекторів та відсутністю лабораторних засобів перевірки справжньості ліків. Іншими ключовими факторами є вживання фармацевтами невірних інгредієнтів, недоліки в системі розповсюдження, недостатня обізнаність серед споживачів та відсутність контролю з боку правоохоронних органів.

### Пакистан
Криза контрафактної медицини в Пакистані 2012 року виявила масштаби виробництва підробних ліків. Понад 100 пацієнтів, що мали хвороби серця, померли після вживання фальсифікованих препаратів в Інституті кардіології Пенджабу. До цього Пакистан не застосовував регуляторних норм щодо виробництва лікарських засобів. У відповідь на кризу в лютому 2012 року було створено відповідний орган регулювання.

### Сполучені Штати Америки

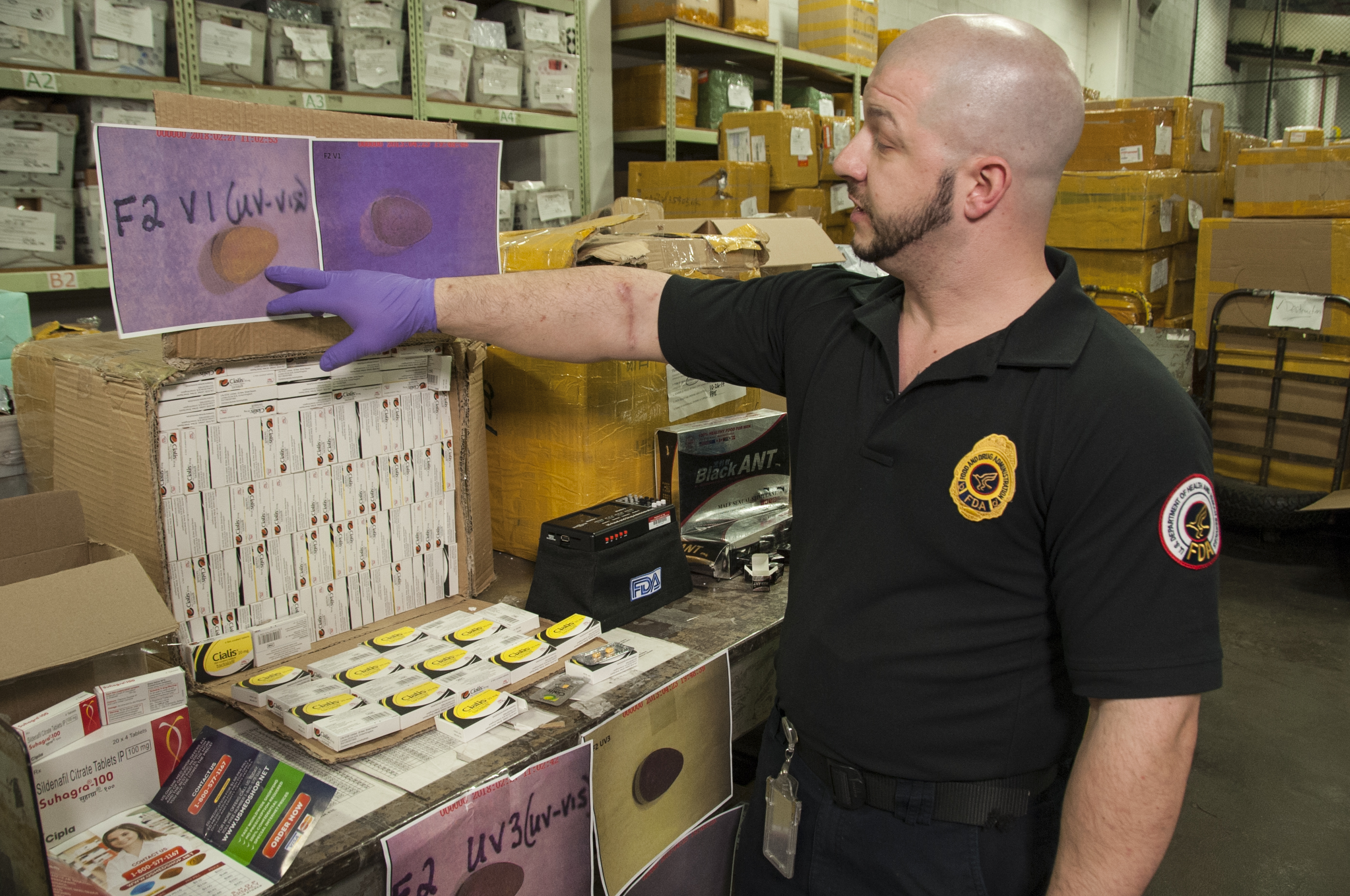
У міжнародному відділенні поштового зв'язку в Нью-Йорку інспектор FDA США перевіряє пакет, який підозрюється у наявності підробок

У США також зростає проблема фальсифікації ліків. У 2012 році від підроблених стероїдів померло 11 осіб у передмісті Бостона, ще 100 осіб постраждали. В іншому випадку було виявлено, що у флаконах ліків проти раку «Авастін» відсутні активні компоненти. Флакони були поставлені в Туреччину, відправлені до Швейцарії, потім до Данії, нарешті до Великої Британії, звідки вони були експортовані до американських оптових дистриб'юторів. Журнал Wall Street Journal повідомляв, що американський гуртовий дистриб'ютор також співпрацював з компанією Canada Drugs, яка зокрема володіє міжнародною мережею вебаптек з продажу ліків за рецептом (CanadaDrugs.com). У 2007—2008 роках 149 американців померли від зараження крові розріджувачем крові під назвою Гепарин, який був законно ввезений до США. Розслідування справи Albers Medical, проведене кримінальним бюро Управління з санітарного контролю за якістю продуктів харчування та лікарських засобів (FDA), є одним із найяскравіших прикладів контрафакту. 21 серпня 2005 року Прокуратура США у Західному окрузі Міссурі оприлюднила прес-реліз, в якому повідомила, що три компанії та одинадцять осіб були звинувачені у причетності до змову з метою збуту підробних, контрабандних та фальшивобрендованих ліків із діючою речовиною аторвастатин (в США відомий під брендом Liptor) та інших ліків на суму 42 млн доларів, а також за участь у змові з метою продажу викрадених медикаментів. У рамках цього розслідування Управління ініціювало відкликання збуту понад 18 мільйонів таблеток Lipitor — найбільшої партії в історії кримінальних розслідувань підробних ліків. Учасники цієї схеми мали змову купувати та продавати підробні та незаконно ввезені препарати. Зарубіжні версії Lipitor і Celebrex були контрабандою в США з Південної Америки та перепродавалися після перепакування з метою приховати справжнє походження. Підроблений Lipitor також вироблявся в Південній Америці, а потім шляхом контрабанди потрапляв до США, де змішувався з оригінальним препаратом та реалізувався на території у США. Крім того, учасники змови купували, перевозили та продавали викрадені товари компанії GlaxoSmithKline на суму майже 8 млн доларів. Препарати GlaxoSmithKline та Roch. Шахраї використали фейкові ідентифікатори задля «відмивання» препаратів, тим самим приховавши їхнє викрадення. Були також звинувачення, пов'язані з продажем підробних ліків Procrit, Serostim та Neupogen. Procrit є ін'єкційним препаратом, який застосовується при лікуванні анемії, а Neupoge використовується у боротьбі з раком для стимулювання вироблення лейкоцитів з метою зменшення ризику захворюваності на інфекції.
У 2005 році Управління провело слухання в Конгресі з метою доповісти про ситуацію.
США є особливо привабливим ринком для підробок. У 2007 році 40 % річного обсягу продажів ліків за рецептом у світі припадає на США. У період з 2002 по 2010 роки обсяги імпорту медикаментів до США збільшилися більш ніж удвічі, причому частка іморту активних речовин складає 80 %, а готової фармацевтичної продукції — 40 %.
Мешканці США, що піддаються найбільшому ризику постраждати від підробних товарів через імпорт ліків за рецептом, належать переважно до вікової групи за 45 років, проживають у південних або західних регіонах США, мають латиноамериканську етнічну приналежність, середній рівень освіти (коледж), здебільшого преставляють бідні верстви населення, зокрема населення без громадянства США, є емігрантами з країн, що розвиваються. Вони не мають медичного страхування, мають проблеми із доступом до медичного сервісу. Ці люди часто приховують свої недуги, лікуючись самостійно за порадами з онлайн-форумів. Останні дані свідчать про те, що надання медичного страхування може ефективно зменшити подальший ризик впливу підробних лікарських засобів, особливо на окремі прошарки населення.

### Африка
Основною проблемою в Африці є підробка протималярійних препаратів. За даними Всесвітньої організації охорони здоров’я (ВООЗ), у 2011 році 64% імпортних протималярійних препаратів Нігерії були підробленими. Нігерія являє собою найбільший ринок медикаментів Африки, де понад 70% препаратів імпортується з Індії та Китаю, що вважаються найбільшими постачальниками підробок. Останнім часом гострою проблемою сталв збут трамадола, потужнодіючого опіату, що викликає сильне звикання. Чорний ринок цих препаратів досить великий, і щороку все більше людей гине через передозування ним.

### Велика Британія
Регуляторне агентство з лікарських засобів та виробів медичного призначення (MHRA) Великої Британії несе відповідальність за регулювання ліків, що відпускаються за рецептом. Торгівля фальсифікованими лікарськими засобами стала для країни гострою проблемою. На кордонах Великої Британії вилучається щоразу більше контрафактних препаратів. Значна частина ліків, які надходять до Великої Британії, є контрабандою препаратів проти еректильної дисфункції, одним із найпопулярніших з яких є Камагра (Sildenafil Citrate). Щоб допомогти боротися з проблемою підроблених медикаментів, 2 січня 2013 року була опублікована Директива Європейського Союзу про боротьбу з фальсифікованими лікарськими засобами. Вона набула чинності 9 лютого 2019 року і вимагає, щоб ліцензовані у Великій Британії препарати мали унікальний ідентифікатор (UI) та систему захисту проти несанкціонованого використання на кожній упаковці. Крім того, кожна мережа, яка розповсюджує ліки, повинна перевіряти наявність такої системи захисту та фіксувати відпускання кожної упаковки з ліками в режимі онлайн (через систему FMD).

### Україна
У 2004 згідно заяв держслужбовця Держлікінспекції, «провели най маштабнішу перевірку» препарату «Ко-тримоксазол» (бісептол) і виявили лише 1,2 % зразків з підозрую на фальсифікат.
Станом на  2019 за оцінкою ВООЗ фармринок України містив щойнайменше 10 % контрфактних ліків. У зв'язку з цим, у тому ж 2019 році було ратифіковано і введено у дію закон «Про внесення змін до статті 321-1 Кримінального кодексу України щодо посилення відповідальності за фальсифікацію лікарських засобів або обіг фальсифікованих лікарських засобів».
Також заплановано введення обов’язкового маркування (з 2022 року) за допомогою унікального 2D-коду. У межах пілотного проєкту це вже погодилися робити 12 фармацевтичних компаній.

## Платформи протидії підробкам
У 2007 році в західноафриканській країні Гані було створено першу в світі платформу по боротьбі з контрафактом з вільним доступом. Платформа, що отримала назву mPedigree, покладається на існуючі мережі GSM у цій країні, щоб надати споживачам фармацевтичних препаратів та пацієнтам засоби для перевірки того, чи купують вони ліки від оригінального виробника, за допомогою безкоштовного двостороннього SMS-повідомлення. Це є можливим за умови, що виробник дав згоду на використання такої системипо відношенню до свого продукту. Ще на випробувальних стадіях впроваджувачі платформи оголосили в 2009 році, що у співпраці з Міністерством охорони здоров'я Гани та Радою з контролю за продуктами харчування та лікарськими засобами намагаються перевести платформу з пілотної версії на стадію повного розгортання. Подібний сервіс впроваджується й в Індії.
У 2010 році Національне агентство з контролю за продуктами харчування та лікарськими засобами Нігерії запустило платформу, що використовує SMS-зв'язок за технологіями компанії Sproxil. Ця система була також прийнята компанією GlaxoSmithKline (GSK) у лютому 2011 року. У квітні 2011 року CNN опублікував відео, в якому висвітлює досвід Sproxil у боротьбі з підробленими медикаментами в Нігерії. In July 2011, Kenya's Pharmacy and Poisons Board also adopted text message-based anticounterfeiting systems and endorsed the Sproxil solution. У липні 2011 року Кенійська рада з питань фармації та використання отрут також імплементувала системи протидії контрафакту на основі текстових повідомлень та використала досвіду Sproxil. На початку 2012 року було оголошено, що більше мільйона людей в Африці перевірили свої ліки за допомогою служби верифікації на основі текстових повідомлень, розробленої компанією Sproxil.
EPedigree — ще одна важлива система автоматичного виявлення підробок. Такі штати, як Каліфорнія, все частіше вимагають від фармацевтичних компаній генерувати та зберігати ідентифікатори (ePedigrees) для кожного продукту, яким вони користуються. 5 січня 2007 року EPCglobal ратифікував міжнародний стандарт ідентифікації походження, за яким кожен продукт має свою «історію життя», що зберігається у форматі XML та фіксує увесь складний ланцюг його реалізації. On January 5, 2007 EPCglobal ratified the Pedigree Standard as an international standard that specifies an XML description of the life history of a product across an arbitrarily complex supply chain.

## Підробка наркотичних засобів
Заборонені препарати можна легко підробити оскільки у їхнє виррбництво не регулюють жодні стандарти чи положення, хоча деякі наркотичні засоби продаються під певними "торговими марками", що дає певну інформацію про стандарти чи дозування, як у випадку з реалізацією ЛСД у 1960-х роках. Продукція цих заборонених "брендів" також може підроблятися торговцями наркотиками, які хочуть мати можливість продавати свою продукцію за більш високими цінами.
Спектр підробних наркотиків  варіюється від продуктів, які не містять активних інгредієнтів, як, у випадках, коли лактозна пудра продається під виглядом героїну, або сушені трави типу орегано, продаються під виглядом каннабісу, до продуктів, в яких активні інгредієнти містять розріджувач (наприклад, кокаїн змішується з порошком лактози), або коли заявлені активні компоненти заміщені чимось дешевшим (наприклад, метамфетамін видається за кокаїн).
Застосування розріджувачів  знижує дієвість наркотиків і ускладнює їхнім споживачам визначення відповідного рівня дозування. Розріджувачі включають харчові продукти (борошно та суміш для дитячого молока), цукри (глюкоза, лактоза, мальтоза та маніт) та неорганічні матеріали, такі як пральний порошок. Використовувані розріджувачі часто залежать від способу споживання наркотиків. Розріджувачі, які легко утворюють розчин з водою для ін'єкцій героїну, можуть становити загрозу для споживання через ніс як порошок. У випадках, коли кокаїн змішується з розріджувачами з метою введення через ін’єкції, розріджувачі можуть спричинити серйозні абсцеси та біль, якщо не потрапити в вену та ввести препарат у м'язову тканину. Різні розріджувачі та домішки (цукор, хінін, барбітал та кофеїн) часто додаються до героїну. Деякі з них можуть спричинити серйозні побічні ефекти. Доктор Ч. Гірш, нью-йоркський медичний оглядач, стверджував, що купувати нелегальні наркотики - це грати в російську рулетку, тому що  немає способу дізнатися, що саме продає дилер. У деяких випадках, якщо дилер не має часу, щоб розбавити препарат лактозою або іншими наповнювачами, продається концентрована суміш героїну, що може призвести до передозування.

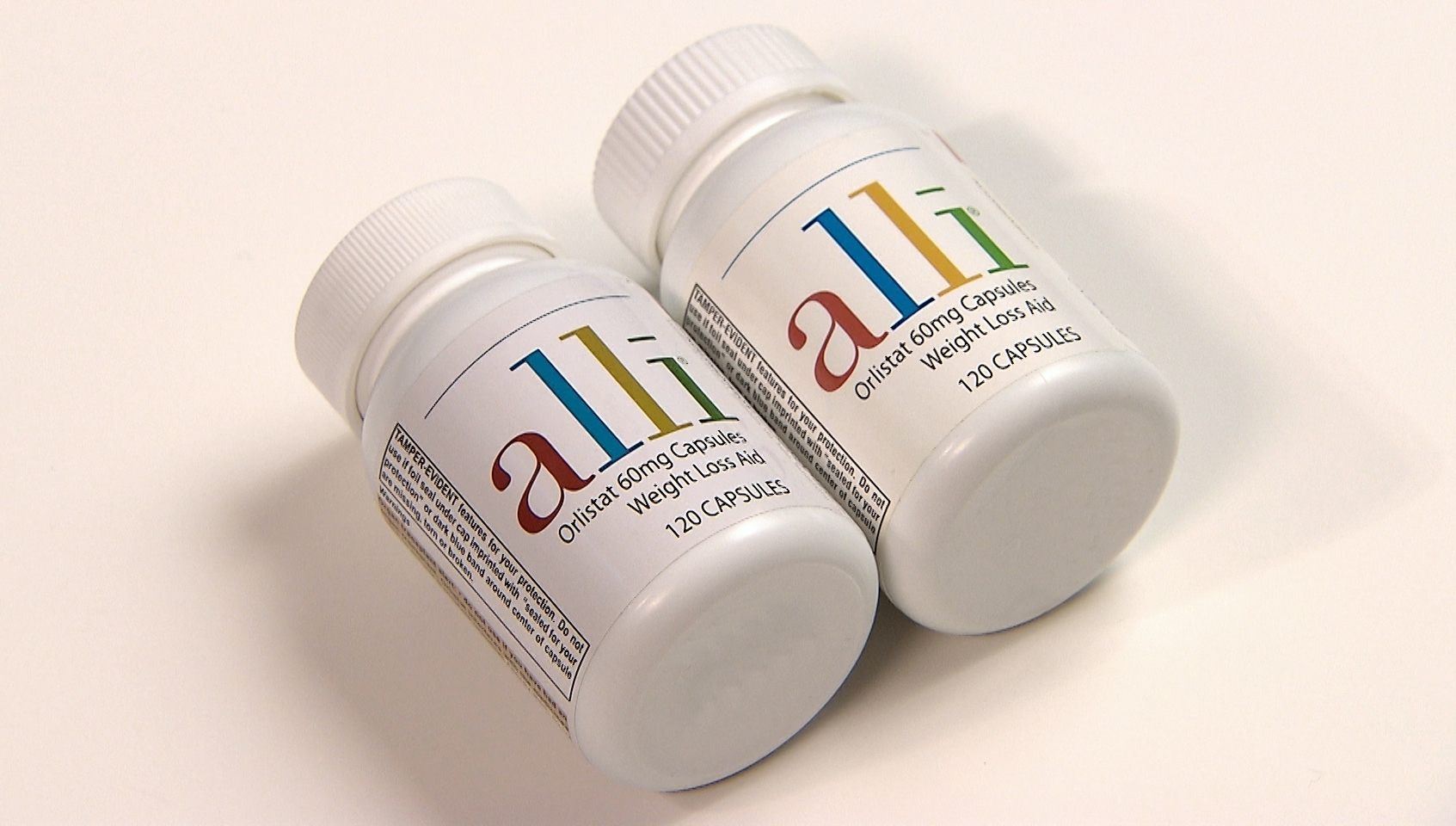
Дві упаковки ліків виглядають ідентично при звичайному освітленні

Заяви про те, що нелегальні наркотики розбавляються такими речовинами, як отрута для щурів та подрібнене скло, які часто цитуються в памфлетах проти наркотиків, в основному є необґрунтованими.
Деякі країни, міста та організації розгортають служби перевірки наркотиків з метою вдосконалення можливостей потенційних споживачів робити більш точну оцінку ризику.

## Упакування

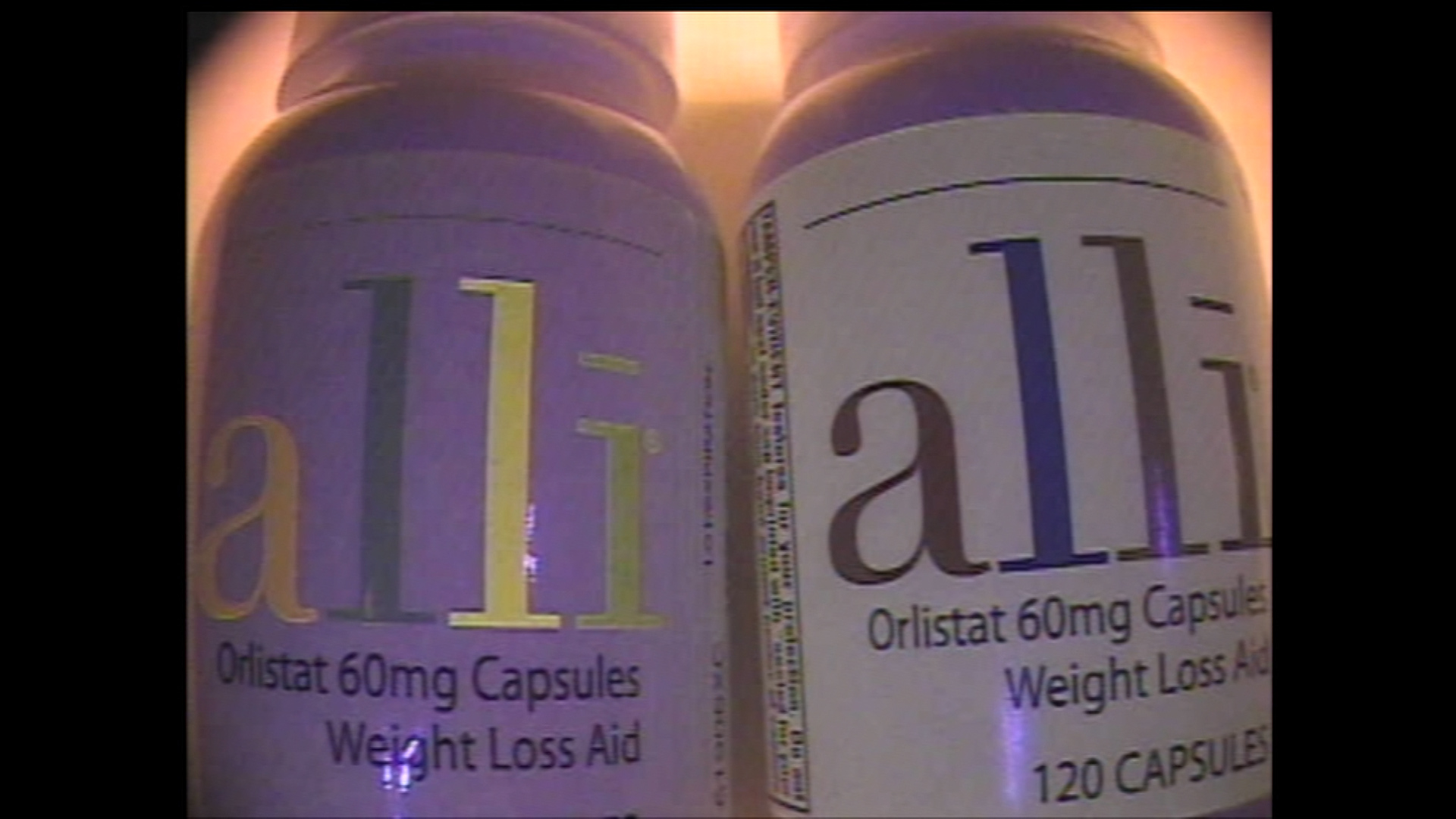
Ультрафіолет дає змогу виявити підробку зліва

Спеціальні пломби на упакуваннях, маркери аутентифікації, голограми та захисні техніки друку можна вважати елементами системи забезпечення якості медичних препаратів. Вони допомагають переконатися, що препарати в упакуванні з такими елементами є аутентичними. Підробники медикаментів, однак, часто співпрацюють із підробниками упакувань, й деякі з них є справжніми асами. Тому в підсумку можна сказати, що жодна система забезпечення якості продукції не може дати 100% гарантії захисту від контрафакту.